# Balys Dvarionas
Balys Dvarionas (ur. 19 czerwca 1904 w Lipawie, zm. 23 sierpnia 1972 w Wilnie) – litewski kompozytor, pianista i dyrygent. Uczył się w Niemczech i na Litwie, był absolwentem klasy fortepianu konserwatorium w Lipsku (1924), a w 1939 ukończył eksternistycznie klasę dyrygentury. Pracował jako dyrygent i kierownik Litewskiej Orkiestry Symfonicznej. Był także wykładowcą w konserwatorium w Wilnie (od 1926) oraz w Kownie (od 1933). W 1954 otrzymał tytuł Ludowego Artysty ZSRR.
Autor wielu utworów symfonicznych i fortepianowych. Wśród nich można wyróżnić:
- „Szkice zimowe”
- „Žvaigždutė”
- „Małe preludium” pochodząca z cyklu „Mała suita”
- operę „Dalia”
- balet „Swatorstwo”
- 2 koncerty fortepianowe
- 1 koncert skrzypcowy

## Nagrody i odznaczenia
- Order Lenina (1964)
- Nagroda Stalinowska (dwukrotnie, 1948 i 1952)
- Order Czerwonego Sztandaru Pracy (dwukrotnie, 1950 i 1954)
- Nagroda Państwowa Litewskiej SRR (dwukrotnie, 1960 i 1962)